# Чучуна
Чучуна́ или чучуны, мюлены (якут. чучуна, чучунаа, чучна, мулуөн) — название диких людей в якутском и эвенкийском фольклоре. По этнографическим данным, чучуны носили длинные волосы, были одеты в звериные шкуры, при себе имели лук и стрелы. Речь у них была нечленораздельная. Крали оленей и еду; нападали на людей ночью, обстреливая их из лука или забрасывая камнями. Фольклорные данные во второй половине XX века послужили основанием для построения научной гипотезы о существовании в Северной Азии реликтового гоминоида.

## Этнографические данные

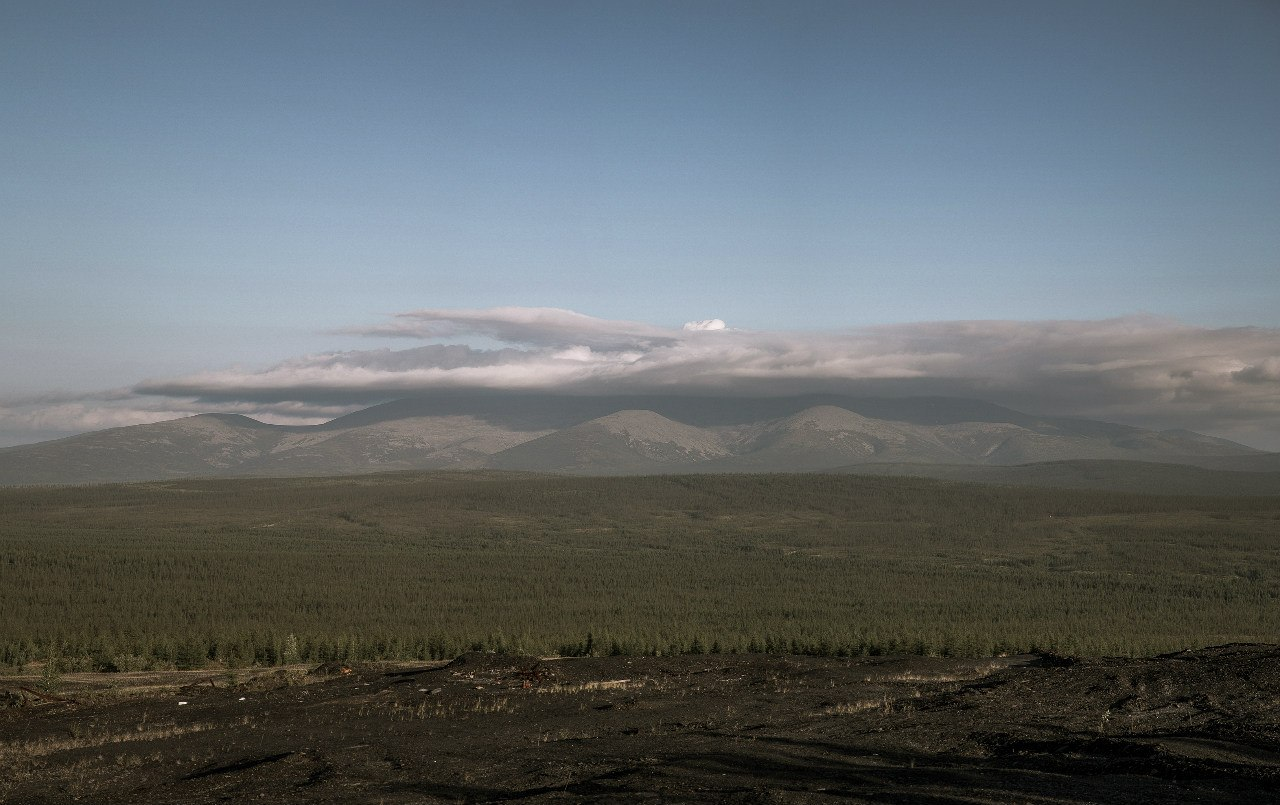
Природа Верхоянского района

26 апреля 1929 года газета «Автономная Якутия» опубликовала статью под названием «Чучуна». В ней рассказывалось, что ещё в царской России в северных районах Якутии бытовало поверье о существовании «на далёком севере» никому не известного народа под названием чучуна. Каждый год их видели в Бутантайском наслеге Верхоянского улуса в направлении Жиганска. По описаниям очевидцев, чучуны отличались высоким ростом и крепким телосложением, с очень длинными волосами; они одевались в звериные шкуры, умели стрелять из лука и очень быстро бегали. Двое или трое чучун были убиты «охотниками», скрывавшими это в страхе быть привлечёнными к ответственности за убийство. В шестом номере журнала «Будущая Сибирь» за 1933 год была опубликована статья П. Драверта под названием «Дикие люди мюлены и чучуна». В ней рассказывалось о первобытных людях, обитающих в Северо-Восточной Сибири. Аяно-нельканские тунгусы называли их мюленами. Они представляют смертельную опасность для людей, переходящих хребет Дюжунгджур. Якуты испытывают страх перед мюленами. Эти дикие люди с длинными волосами и покрытым шерстью лицом имеют рост ниже или выше среднего человека, одеты в звериные шкуры, ходят с луком и ножом. Речь у них нечленораздельная, живут предположительно в пещерах. Нападают на людей ночью, обстреливая из лука или забрасывая камнями. Крадут оленей и еду. Последний раз мюлен был убит в 1913 году якутом. Собрав материал о чучуне, П. Драверт пришёл к выводу о реальном существовании «своеобразных представителей человеческой породы» на территории Якутии, которые находятся на грани исчезновения. При этом, он обратил внимание на отсутствие в этих рассказах сведений о женщинах и детях диких людей. В том же номере журнала была опубликована рецензия на статью, написанная Г. Ксенофонтовым. В рецензии автор относил рассказы о диких людях к первобытным верованиям: якуты верили в существовании духов, обитавших в горах и лесах. В якутском языке есть слово чуучус — «привидение, злой дух».

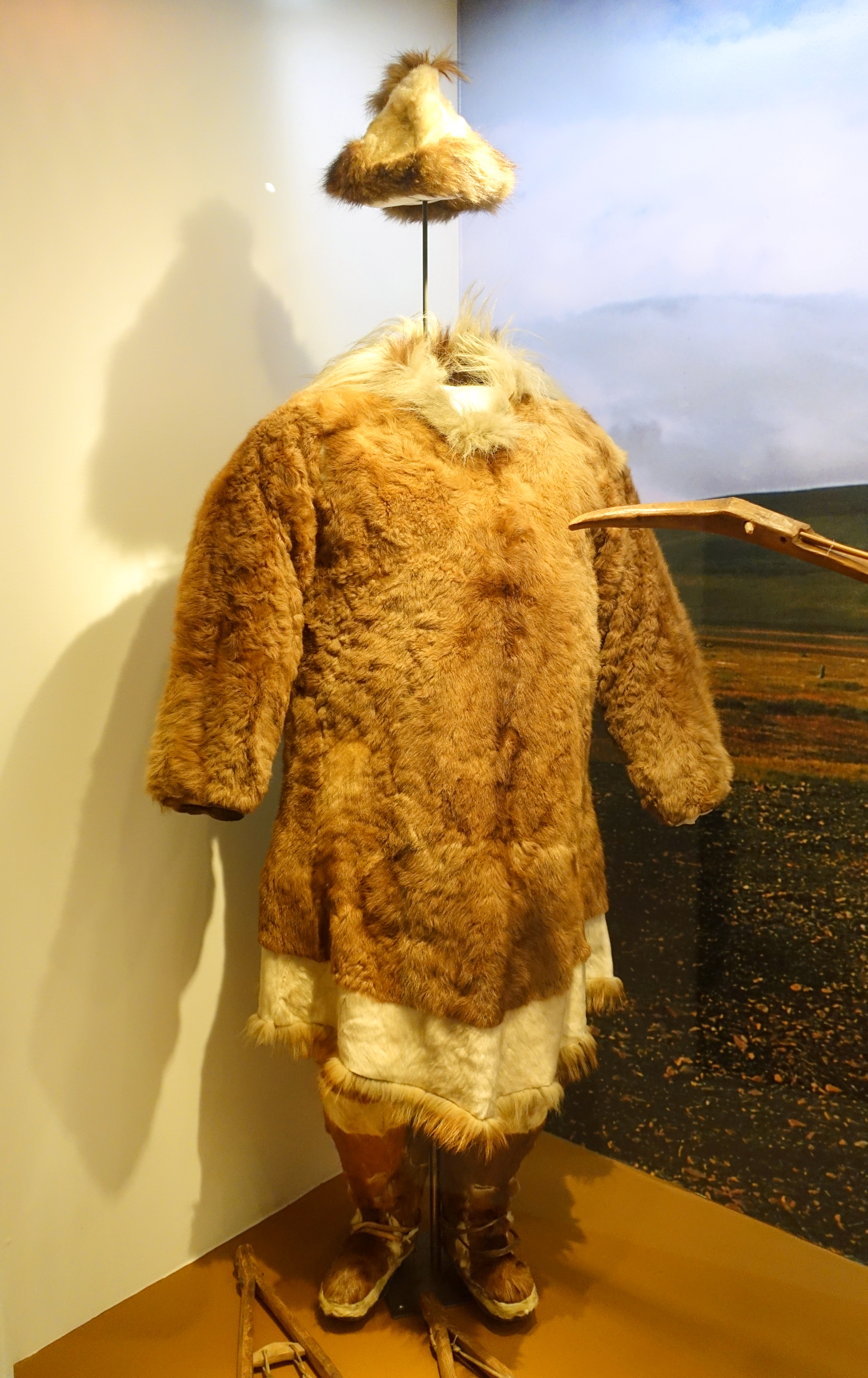
Одежда чукчей, из 1880 года

Русские старожилы села Русское Устье в низовье Индигирки во второй половине XX века ещё верили в существование духа тундры, которого называли «сендушный» (от «сендуха» — тундра, суша, по аналогии с лешим или водяным). Он имел высокий рост, женщин забирал в жёны. Кто знается с сендушным, на том свете к сатане пойдёт. Помнили русскоустьинцы и о «худых» чукчах, приходивших с Чукотского Носа. Иногда они по ночам крали лошадей; имели при себе лук и умели быстро бегать. В якутском селении Аллаиха ходили рассказы о «худых» чукчах, которых также называли чучуной. Русскоустьинцы считались врагами этих чукчей. Местный житель по фамилии Рожин, говоривший по-русски, привёл такой рассказ: «Чукчи, как знаете, люди бродячие. Кочуют по несколько лет в нашу сторону, потом опять уходят на Чукотку… Их убивали — больно вредные. Они тоже убивают». Сохранилась рукопись ссыльного И. Худякова «Краткое описание Верхоянского округа» 1868—1869 годов. Автор рассказал о слухах про существование каких-то диких людей, кочующих по пустынной местности. Они очень малочисленны, иногда одеваются в лохмотья, имеют при себе лук, ступня большая. У них бывали стычки с промышленными людьми. Могут бросить камень в спину якутским женщинам. Якуты испытывают страх, увидев этих людей. Обитают они на побережье Северного Ледовитого океана в Жиганском улусе, а также в Чистых, западнее. Их называют по-тунгусски хучана, что значит «беглый».
Согласно выводам крупнейшего специалиста по этнографии народов Крайнего Севера АН СССР И. С. Гурвича (ум. 1992), более тридцати лет собиравшего и изучавшего этнографические данные, связанные с чучунами: чучуны, они же — мюлены, дикие или «худые» чукчи — были по своему происхождению береговыми чукчами. Во время охоты на морского зверя летом и осенью льды откалывались и уносили морских зверобоев-одиночек далеко на запад, к берегам Якутии. Оторвавшись от родных, они считали себя отверженными: чукотский обычай запрещал им возвращаться на родину, где их уже считали мёртвыми. Оказавшись в новых непривычных условиях, чукотские «робинзоны» были обречены на голод, поскольку не имели орудий для охоты на диких оленей. Поэтому вынуждены были воровать еду, а в крайнем случае — нападать на рыбаков и охотников, что часто оборачивалось для них гибелью.
Также следует заметить, что архетип зловредных дикарей, скрытно обитающих в тундре, в горах или лесах, весьма распространён в мифологиях народов мира. К примеру, в фольклоре гренландских эскимосов присутствуют похожие на чучуну персонажи под названием «туниит». Возможно, это мифологизированная память о более ранних культурах и племенах, населявших местность.

## В криптозоологии
Идею о существовании в Северной Азии неандертальца — реликтового гоминоида выдвигал профессор Б. Ф. Поршнев (ум. 1972), возглавлявший Комиссию по изучению вопроса о «снежном человеке». В ходе экспедиции, проведённой комиссией, ископаемые палеоантропы найдены не были. Итогом проведённых исследований стала публикация Поршневым в 1963 году монографии «Современное состояние вопроса о реликтовых гоминоидах». Несмотря на то, что его гипотеза не нашла симпатии у специалистов, он от своих убеждений не отказался.